# Poly Bridge
Poly Bridge là một trò chơi mô phỏng xây cầu, được phát triển và phát hành bởi Dry Cactus, một công ty có trụ sở tại New Zealand. Trong trò chơi, người chơi phải xây cầu cho các phương tiện đi qua. Poly Bridge được phát hành trên Microsoft Windows vào ngày 12 tháng 7 năm 2016, trên iOS vào ngày 13 tháng 6 năm 2017. Thép, gỗ, dây thừng và dây cáp được kết hợp và sử dụng làm nguyên liệu để xây cầu. Thủy lực được sử dụng để di chuyển bề mặt cầu. Phần tiếp theo của trò chơi, Poly Bridge 2, được phát hành vào ngày 28 tháng 5 năm 2020 trên Windows, macOS và Linux.